# 22歳 (谷村新司の曲)
「22歳」（にじゅうにさい）とは、谷村新司の楽曲で、9枚目のシングル。1983年10月1日にポリスターから発売された。累計売上は27万枚以上。

## 解説
TBS系の音楽番組『ザ・ベストテン』に、1984年2月2日放送回の「今週のスポットライト」で初出演、その後同年3月8日放送回で9位に初ランクイン。同年3月29日に同番組へ再び第10位にランクインした。

## 収録曲
全作詞・作曲：谷村新司，編曲：福井峻
1. 22歳
2. ガラスの17歳